# Бутано-французские отношения
Бутано-французские отношения относятся к связям, обменам, встречам, сотрудничеству, будь они экономические, дипломатические или культурные.
В 2022 году две страны ещё не установили дипломатические отношения, однако Европейский Союз и Бутан официально контактируют с 1985 года, причем у последнего даже есть посол в ЕС в Брюсселе. Таким образом, значительная часть взаимодействий между этими двумя государствами осуществляется при посредничестве ЕС, в частности, посредством помощи в целях развития, предоставляемой последним. Вопросы, касающиеся Бутана, в основном решаются посольством Франции в Индии.
Из-за отсутствия дипломатических контактов почти вся торговля между двумя странами носит экономический характер и имеет относительно небольшое значение для любой из сторон.
Французский международный эксперт был командирован в Королевский университет Бутана с 2013 по 2015 год для работы в области развития сельских районов, продвижения бизнеса и коммуникаций, а консульские вопросы решает Генеральное консульство Франции в Калькутте (Индия). Премьер-министр Бутана посетил Францию с 27 по 29 марта 2017 года для участия в заседании Глобального экологического фонда.
Экономические и торговые отношения ограничены: Бутан занимает 213-е место среди крупнейших клиентов Франции и 186-е место среди крупнейших поставщиков. 90 % экспорта Франции в Бутан составляют капитальные товары и транспортное оборудование, а импорт — в основном металлопродукция. Кроме того, туризм доминирует во франко-бутанской торговле услугами: в 2015 году Бутан посетило около 57 500 французских туристов.
С октября 2009 г. по январь 2010 г. в Музее Гиме проходила выставка священного искусства Бутана. На этой первой выставке на Западе были представлены работы, которые никогда не видели за пределами страны.